# Sourribes
Sourribes ist eine französische Gemeinde mit 179 Einwohnern (Stand 1. Januar 2022) im Département Alpes-de-Haute-Provence in der Region Provence-Alpes-Côte d’Azur. Sie gehört zum Kanton Sisteron im Arrondissement Forcalquier. Die Bewohner nennen sich Sourribes oder Sourribois.

## Geographie
Sourribes grenzt im Norden an Entrepierres, im Osten an Thoard, im Süden an Volonne und im Westen an Salignac. 1321 Hektar der Gemeindegemarkung sind bewaldet.

## Bevölkerungsentwicklung
| Jahr      | 1962 | 1968 | 1975 | 1982 | 1990 | 1999 | 2008 | 2012 |
| --------- | ---- | ---- | ---- | ---- | ---- | ---- | ---- | ---- |
| Einwohner | 60   | 73   | 75   | 74   | 116  | 138  | 174  | 177  |